# Vestron Pictures
Vestron Pictures – amerykańska firma, która zajmowała się produkcją i dystrybucją filmów, jej były oddział Vestron Inc., została założona w 1986 roku. Była znana dzięki filmowi Dirty Dancing z 1987 roku. Firma miała także oddział Lightning Pictures. Właścicielami firmy byli Vestron Video (1986-1992) i Marina Entertainment, Inc. (1990-1992). Firma została zamknięta w 1992 roku, gdy złożyła wniosek o ogłoszenie upadłości, wszystkie aktywa Vestron zostały przejęte przez firmę LIVE Entertainment.

## Filmografia
- 1986:

Malcolm (dystrybucja)
Krwawy odwet
Billy Galvin
- 1987:

Nightforce
Dirty Dancing
Chinka
Narzeczona dla księcia (dystrybucja)
Anna
Stalowy świt
Zmarli (dystrybucja)
- 1988:

Niebezpieczne zakręty
W pogoni za szczęściem
I Bóg stworzył kobietę
The Unholy
Midnight Crossing
Zadzwoń do mnie
The Beat
Waxwork
Paramedics
Młode strzelby (dystrybucja)
Kryjówka Białego Węża
Przekleństwo Amsterdamu (dystrybucja)
Burning Secret
- 1989:

Parents
Dream a Little Dream
Big Man on Campus
Tęcza
Ziemskie dziewczyna są łatwe (dystrybucja)
Tornado
Małe potwory
Obcy w domu
Cat Casher
- 1990:

Spies on Ice
Paint It Black
Zlecenie
Fear
Love Hurts
- 1991:

Sundown: The Vampire in Retreat
- 1992:

Enid Is Sleeping (dystrybucja)
Spies Inc.

### jako Lightning Pictures
- 1987:

Blood Diner
Street Trash
- 1989:

Daleko od domu
C.H.U.D. II: Bud the C.H.U.D.
- 1990:

Zimna stal
Klasa 1999
- 1991:

Ghoulies w koledżu
- 1992:

A Gnome Named Gnorm